# Billy Kane
Billy Kane (ビリー・カーン Birī Kān?) es un personaje de videojuego creado por SNK Playmore (anteriormente SNK). Él hace aparición por primera vez en el juego de pelea Fatal Fury: King of Fighters como el subjefe del juego. En la serie de Fatal Fury, Billy es la mano derecha de Geese Howard, el señor del crimen de Southtown. En uno de los torneos de Geese de The King of Fighters, Billy y Geese son derrotados por Terry Bogard y sus amigos, que buscaban venganza por la muerte de su padre. Como tal, Geese comienza a perder el control de Southtown y Billy intenta derrotar a Terry. Además de la serie de Fatal Fury, Billy es también un personaje recurrente de The King of Fighters de la serie en la que sigue entrando en los torneos de The King of Fighters pero en un equipo integrado por tres miembros.
Él, además, es una de las estrellas de la película animada y de las adaptaciones de cómics de Fatal Fury y The King of Fighters. El personaje de Billy ha sido bien recibido dentro de los videojuegos, habiendo aparecido en varias encuestas de popularidad de la serie. Además, su aparición en The King of Fighters '97 se llevó a cabo como resultado de una encuesta de popularidad desarrollada por tres revistas de videojuegos. Las publicaciones de videojuegos han elogiado a Billy como uno de los mejores personajes de la serie de Fatal Fury y les gustó la forma en que se desarrolló a través de The King of Fighters.

## Diseño del personaje
En todos los juegos en los que aparece, Billy es rubio y cubre su cabello con una bandana roja y blanca. Sin embargo, él cambia constantemente su vestuario en varios juegos. En el primer juego de Fatal Fury y The King of Fighters '95, Billy usa zapatos deportivos negros, con pantalones de mezclilla atados con una chaqueta azul pequeña y guantes. En Fatal Fury 2 y Fatal Fury Especial, Billy usa una camisa deportiva sin mangas con la Union Jack en su parte pectoral. También lleva jeans color azul cielo y botas rojas. En la serie Real Bout Fatal Fury y en la mayoría de la serie de The King of Fighters, Billy lleva una chaqueta azul abierta, con botas negras y jeans azul oscuro. En Fatal Fury: Wild Ambition y en The King of Fighters 2003, lleva un traje similar al de la serie Real Bout Fatal Fury, pero con pantalón negro y una chaqueta de color negro y amarillo. En los dos Wild Ambition y en KOF: Maximum Impact 2, Billy tiene un traje alternativo similar a su traje formal.

## Atributos
La carrera criminal de Billy está motivada por el deseo de hacer dinero fácil y su respeto por Geese Howard, por su intención actual. Él proviene de Inglaterra, le encanta el heavy metal y toca la guitarra muy bien. Su lado más suave se muestra a menudo cuando está con su hermana, Lilly, o su amiga, Blue Mary. Billy está violentamente en contra del tabaquismo y odia a los cigarrillos, y cualquier persona quién le lance el humo del cigarrillo en la cara (esto explica el signo de "no fumar" en la parte posterior de su chaqueta). Si bien su odio a Terry Bogard parece haberse suavizado, Billy tiene un profundo odio por Iori Yagami, que una vez venció a Billy y a Eiji Kisaragi al borde de la muerte, luego los abandonó. También es de no aceptar a Joe Higashi, quién sale con su hermana que también cómicamente se muestra en la galería de The King of Fighters '98.
El bastón de Billy en realidad está compuesto de tres tramos de varas duras unidas por tramos cortos de cadenas (sansetsukon). Cuando Billy ataca normalmente, el bastón parece una vara común y significaría que la tensión de dichas cadenas es bastante fuerte para poder separarlas y en ciertos movimientos requiere de una gran cantidad de fuerza y habilidad.

## Apariciones

### En los videojuegos
Billy se introduce en el Fatal Fury como la mano derecha de Geese Howard, un amo del crimen en la ciudad ficticia estadounidense de Southtown. Geese celebra el torneo de The King of Fighters todos los años con Billy como su campeón. Billy fue el campeón invicto del torneo, hasta que fue derrotado por Terry Bogard, quién se trasladó más tarde a derrotar a Geese. También aparece en Fatal Fury Special como personaje interpretable por primera vez. Tras la recuperación de Geese, Billy aparece en el Real Bout Fatal Fury para ayudarle en la conquista de Southtown. Sin embargo, Geese muere tras el combate contra Terry, causando que Billy deje Southtown. No obstante, aparece en los dos siguientes juegos de la serie: Real Bout Fatal Fury Special y Real Bout Fatal Fury 2: The Newcomers, aunque estos no contienen una historia. En la versión de PlayStation del Real Bout Fatal Fury Special, Billy es sometido a un lavado de cerebro por su hermanastro White con el fin de ayudarle en la conquista de Southtown. Él luego aparece como un subjefe en el modo arcade, pero una vez que es derrotado, vuelve a la normalidad. En una versión de juego de pelea en 3D de la serie, Fatal Fury: Wild Ambition fue producida también, vuelve a contar con la trama del primer juego.
En la serie de The King of Fighters, Billy estaba destinado a aparecer en el primer juego de la serie, como miembro del Equipo Inglaterra, integrado por él, Mai Shiranui, y Big Bear. Sin embargo, debido a varios problemas con la capacidad del juego, y el deseo del personal del videojuego Art of Fighting de agregar al personaje de Yuri Sakazaki, Billy fue retirado del juego. 
Cuando el nuevo torneo comenzó en The King of Fighters '95 bajo el control de un hombre llamado Rugal Bernstein, Geese ordena a Billy ir en su lugar porque él aún se estaba recuperando. Billy se une a un ninja llamado Eiji Kisaragi y un hombre misterioso llamado Iori Yagami. Cada uno de ellos pretendía vengarse de otros equipos participantes: Eiji del Equipo Art of Fighting, Iori del Equipo Japón, y Billy del  Equipo Fatal Fury. Lograron avanzar rondas hasta llegar a la final, donde fueron derrotados por el Equipo Japón de Kyo Kusanagi, Benimaru Nikaido y Goro Daimon. Tras la pelea, la perturbación de la sangre Orochi afectó a Iori, que atacó y dejó muy malheridos a sus otros dos compañeros de equipo.
En KOF '96 Billy no participa debido a que estaba en recuperación después del torneo anterior lo que le hizo Iori al herirlo gravemente en su lugar iría Geese donde haría equipo con Krauser y Mr. Big, después del torneo cuando se quedaron fuera, Billy Kane aparece ya recuperado, inmediatamente a proteger de un disparo directo a Geese que llegó a dispararle Mr. Big estando descontento con Geese por haberle hecho perder el tiempo en el torneo  En The King of Fighters '97 Geese envía a Billy a investigar el misterioso poder de Orochi en Iori. Geese contrata a un bandido sádico llamado Ryuji Yamazaki y engaña a una buena agente llamada Blue Mary a ayudar también. Tras el final del campeonato, Yamazaki demanda su pago de Geese, atacándolo a él y a Billy. El mismo equipo se muestra en The King of Fighters '98, The King of Fighters 2002 y Neowave pero ninguno de estos contienen una historia. También aparece como un personaje asistente (conocido como "Striker") en The King of Fighters '99: Evolution y The King of Fighters 2000. En el primer caso, queda a disposición para cualquier carácter, mientras que en el segundo es un striker de Andy Bogard. 
En The King of Fighters 2003, Geese ordena el equipo de Billy Kane, Ryuji Yamazaki, y Gato para infiltrarse en el torneo en otro intento de hacerse cargo de Southtown. Durante el juego de spin-off, The King of Fighters: Kyo, Billy aparece como jefe al lado de Geese para luchar contra los hermanos Bogard y el protagonista, Kyo Kusanagi. En The King of Fighters: Maximum Impact 2, se revela que Billy se ha trasladado a las zonas rurales del Reino Unido con su hermana menor, Lilly Kane, y ha decidido volver a Southtown, una vez más, queriendo mostrarle a los gemelos Meira: Alba y Soiree, que la ciudad no debe estar liderada por nadie.
En KOF XIII, Billy Kane estará nuevamente de vuelta como un personaje jugable exclusivo de la versión consola y en el título The King of Fighters-i para iOS podrá usarse desde el principio. Hasta el momento se desconoce la participación en el juego, si llegará a tener un integrante de grupo o de una sola entrada, tendrá su vestimenta clásica.

### En otros medios
Billy Kane aparece en la película de anime de TV, Fatal Fury: Legend of the Hungry Wolf, dónde está la voz de Daiki Nakamura en la versión original japonesa y Paul Dobson en la versión doblada al inglés. Al igual que en el videojuego original de Fatal Fury, Billy Kane es uno de los secuaces del Geese Howard junto a Raiden, Hopper y Leaper. Él entra en el torneo King of Fighters junto a Raiden en nombre de Geese y después son mortalmente heridos por Tung Fu Rue, mientras que los Bogards y Joe se están escapando de los hombres de Geese. En la batalla final de la película, que termina peleando contra Andy Bogard, acaba de ser derrotado por él. Él vuelve a aparecer en la secuela de Fatal Fury 2: The New Battle, donde hace una aparición sin voz en el inicio de la película, en la que se enfrenta contra Laurence Blood en el Pao-Pao Cafe y es derrotado fuera de pantalla. Billy hace un cameo extendido en la tercera película, Fatal Fury: The Motion Picture, esta vez expresado por Tomohiro Nishimura en la versión japonesa original y, una vez más por Paul Dobson en inglés. Se encuentra con su viejo adversario Andy en un club nocturno, pero los dos se enfrentan con el guardaespaldas Hauer de Laocorn antes de tener la oportunidad de luchar de nuevo. 
En el segundo episodio del anime mini spin-off de la serie The King of Fighters: Another Day, Rock Howard, el hijo de Geese, detiene a Billy de que mate a Lien Neville, que estaba llevando a cabo un golpe sobre él. Billy intenta convencer a Rock a ayudarlo, porque en el desempeño de la herencia de Geese, Lien trataría de llevarlo a cabo también. En su lugar, Rock decide salvar la vida de Lien y luchar contra Billy, que casi logra matarlo, así como para avergonzar el legado de Geese, pero sale despedido por un rayo disparado hacia la Geese Tower. Él también protagoniza en manga de los juegos de vídeo que recuenta sus acciones de los juegos. Además, en el manga The King of Fighters: Kyo, cuyo autor es Masato Natsumoto, Billy empieza a investigar de Kyo Kusanagi con el fin de que le hable del antiguo demonio Orochi.

## Recepción
El personaje de Billy ha sido bien recibido por los jugadores como él ha aparecido en varias encuestas de popularidad desarrollado por las revistas de videojuegos. En Gamest Heroes Collection de 1997, Billy fue votado como cuarto personaje favorito del personal. En la encuesta de popularidad de personajes en el sitio web Neo Geo Freak, fue votado como el personaje decimoséptimo favorito, con un total de 757 votos. A los finales especiales de The King of Fighters '97, tres revistas de videojuegos, Gamest, Famitsu y Neo Geo Freak, tuvieron que crear un equipo integrado por tres personajes del juego para que se apareciera en una imagen después de pasar el modo arcade. El equipo especial creado por el personal de Neo Geo Freak era un equipo de jugadores con fuego: Billy, Kyo Kusanagi y Mai Shiranui. El final especial solo aparece en la versión en japonesa del juego.
Su carácter también recibió comentarios de los encuestados por los videojuegos, que añadió elogios y críticas. Avi Krebs de GamingExcellence.com comentó que Billy Kane es uno de los personajes más difíciles de los jefes del primer Fatal Fury, pero sigue siendo "pálido" en comparación con el jefe final, Geese Howard. El revisor de Gamezone, Nick Valentino, señaló que es uno de los personajes más reconocibles de la serie de Fatal Fury, a quien describió como "staff-wielding maniac" ("loco que blandía el bastón"). Además, Billy fue encontrado por uno de los mejores personajes nuevos de The King of Fighters: Maximum Impact 2 por Greg Kasavin de GameSpot, que también lo calificó como "bastón de combate". 1UP.com está de acuerdo con esto, señalando que para ser una gran noticia y Billy es etiquetado en ser el "primer personaje de King of Fighters blandiendo armas". En otro artículo, el personal de 1UP.com señaló que su pose de victoria contra Iori Yagami en The King of Fighters 2002, como uno de los mejores del juego, les gustó que él y Eiji Kisaragi (quien hace un cameo en la escena), finalmente tomaran su venganza.

## Técnicas
Billy Kane maneja un bō, siendo experto en el bōjutsu. Su bō, sin embargo, es muy peculiar, pudiendo dividirse en varios fragmentos, los cuales están unidos mediante cadenas y que Billy controla a su voluntad, lo que le permite ejecutar ataques a larga distancia con los que mantener controlado a su oponente. Asimismo, Billy puede crear llamas con su bō, siendo su técnica más letal la que crea un anillo de fuego girando su bō.